# Hannonia spinipes
Hannonia spinipes is een zeespin uit de familie Ascorhynchoidea. De soort behoort tot het geslacht Hannonia. Hannonia spinipes werd in 1956 voor het eerst wetenschappelijk beschreven door Stock. 